# Alchemilla acropsila
Alchemilla acropsila es una especie de planta del género Alchemilla, perteneciente a la familia Rosaceae.

## Taxonomía
Alchemilla acropsila fue descrita por Rothm. en 1939.

## Distribución
Se encuentra en el territorio del Cáucaso septentrional.